# Florian Kästner
Florian Kästner (* 2. Dezember 1998) ist ein deutscher Fußballtrainer.
Als Spieler war Florian Kästner für den FC Rot-Weiß Erfurt aktiv, bei dem er bereits als B-Jugendlicher im Jahr 2014 seine Laufbahn beendete. Diese Entscheidung traf der vormalige Absolvent der Eliteschule des Fußballs in Erfurt, nachdem er sich zum dritten Mal einen Kreuzbandriss zugezogen hatte. Er schloss danach in Gotha sein Abitur ab und sammelte bei seinem Heimatverein FSV Wacker 03 Gotha erste Trainererfahrungen.
Ab 2021 war er im Nachwuchsleistungszentrum des FC Carl Zeiss Jena tätig und betreute zunächst dort die männlichen U-16-Junioren, ehe er im folgenden Jahr die U-17-Mannschaft übernahm und somit der jüngste Trainer in der Historie der Junioren-Bundesliga wurde. Parallel absolvierte er ein Bachelor- und Master-Studium (Sport- und Gesundheitsmanagement).
Im Sommer 2023 wurde Kästner, zu diesem Zeitpunkt 24 Jahre alt, als neuer Trainer für die Frauenmannschaft des FC Carl Zeiss Jena in der 2. Bundesliga vorgestellt. Er trat die Nachfolge von Interimscoach Christian Kucharz an, unter dem Jena in der Saison 2022/23 als Tabellenachter abgeschlossen hatte. Am Ende der Saison 2023/24 belegte der FC Carl Zeiss hinter dem 1. FFC Turbine Potsdam den zweiten Platz und schaffte damit nach zwei Jahren den Wiederaufstieg in die 1. Bundesliga. Bereits vor dem Saisonende hatte Kästner seinen Vertrag um drei Jahre bis Sommer 2027 verlängert.